# Fabian Wittreck
Fabian Wittreck (* 24. Mai 1968 in Paderborn) ist ein deutscher Rechtswissenschaftler. Er ist seit 2007 Professor für Öffentliches Recht an der Universität Münster.  

## Vita
Fabian Wittreck erwarb 1987 das Abitur am Graf-Gottfried-Gymnasium der Stadt Arnsberg. Nach dem Wehrdienst studierte Fabian Wittreck von 1988 bis 1995 Rechtswissenschaften und Katholische Theologie an der Julius-Maximilians-Universität Würzburg. Nach dem Ersten Juristischen Staatsexamen in Würzburg (1995) absolvierte er am Oberlandesgericht Bamberg sein Referendariat, das er 1997 mit dem Zweiten Juristischen Staatsexamen in Würzburg abschloss. Anschließend arbeitete er als wissenschaftlicher Assistent am Institut für Rechtsphilosophie, Staats- und Verwaltungsrecht der Universität Würzburg (Lehrstuhl Horst Dreier). 2001 wurde er mit einer Arbeit zum Thema „Geld als Instrument der Gerechtigkeit – Das Recht des Geldes im Werk des Hl. Thomas von Aquin“ promoviert. Die Habilitation erfolgte 2005 mit einer Arbeit zur „Verwaltung der Dritten Gewalt“ durch die Juristische Fakultät der Universität Würzburg. 
Seit dem Sommersemester 2007 ist Fabian Wittreck Professor für Öffentliches Recht an der Rechtswissenschaftlichen Fakultät der Universität Münster. Seit 2013 ist er als Nachfolger von Bodo Pieroth geschäftsführender Direktor des Instituts für Öffentliches Recht und Politik. Darüber hinaus ist er akademischer Leiter des Münsteraner unirep (Programm der Fakultät zur Vorbereitung auf das erste Staatsexamen).
Er ist seit Dezember 2010 Mitglied im Herausgeberbeirat der von Studierenden der Universität Münster herausgegebenen juristischen Fachzeitschrift Ad legendum. Wittreck ist seit 1988 Mitglied der katholischen Studentenverbindung KDStV Markomannia Würzburg. Er ist Mitglied der Vereinigung für Verfassungsgeschichte.

## Publikationen (Auswahl)
- Geld als Instrument der Gerechtigkeit. Die Geldrechtslehre des Hl. Thomas von Aquin in ihrem interkulturellen Kontext. Schöningh, Paderborn u. a. 2002 (Zugl. Dissertation Univ. Würzburg).
- Die Verwaltung der Dritten Gewalt. Mohr Siebeck, Tübingen 2006. Zugl. Habilitation Univ. Würzburg.
- Interaktion religiöser Rechtsordnungen. Rezeptions- und Translationsprozesse dargestellt am Beispiel des Zinsverbots in den orientalischen Kirchenrechtssammlungen (= Kanonistische Studien und Texte (KST). Band 55). Duncker & Humblot, Berlin 2009, ISBN 978-3-428-13106-8.
- (Hrsg.) 60 Jahre Grundgesetz. Verfassung mit Zukunft!? Nomos, Baden-Baden 2010.
- Volks- und Parlamentsgesetzgeber – Konkurrenz oder Konkordanz? Dokumentation eines Thüringer Verfassungsstreits. Nomos, Baden-Baden 2012.
- Christentum und Menschenrechte. Schöpfungs- oder Lernprozeß? Mohr Siebeck, Tübingen 2013.
- (Hrsg.) Grundlagen des Grundgesetzes. Geburtstagssymposium für Horst Dreier. Duncker & Humblot, Berlin 2018.
- (mit Gernot Sydow) Deutsches und Europäisches Verfassungsrecht. I. Prinzipien, Institutionen, Verfahren. 2. Auflage, C.H. Beck, München 2020 [2019].